# Xystrocera ferreirae
Xystrocera ferreirae es una especie de escarabajo longicornio del género Xystrocera, categorizada en la tribu Xystrocerini, de la subfamilia Cerambycinae. Fue descrita por Martins en 1980.

## Descripción
Mide 10,4-12,2 mm de longitud.

## Distribución
Se distribuye por Mozambique.